# Анортоклаз
Анортоклаз (натро-ортоклаз) — дискредитований мінерал, є лужним польовим шпатом, сумішшю альбіту та ортоклазу. Склад альбіту та ортоклазу знаходиться в межах від Or20Ab80 до Or30Ab70.

## Загальний опис
Склад (К, Na) [AlSi3O8]. Сингонія триклінна. При прожарюванні легко переходить у моноклінну модифікацію, при охолодженні стає знову триклінною. Будова каркасна — таблитчасті кристали. Густина 2,6. Твердість 6. Часто містить домішки Ва, СаО (до декількох %). Безбарвний або білий. Зустрічається в багатих на натрій ефузивних породах. Виявлений у вулканічних породах на о-вах Пантеллерія і Сицилія (Італія), в Рейнланд-Пфальц (ФРН), на г. Кенія (Кенія), в районі Роппа (Нігерія), в шт. Вікторія (Австралія), на о.Росс (Антарктида), а також у Шотландії (графство Аргайлл) та Норвегії (район Ларвіка).

## Різновиди
Розрізняють:
- анортоклаз каліїстий (відміна анортоклазу, у якій калій переважає над натрієм);
- анортоклаз-пертит (закономірне зростання анортоклазу і альбіту);
- анортоклаз-санідин (плагіоклаз, таблитчастий, як санідин, з оптичними властивостями анортоклазу).